# Небоскрёбы Украины
Небоскрёбы Украины (укр. Хмарочоси України) — высотные здания жилого и офисного назначения на территории Украины. К 2009 году на Украине небоскрёбами считали здания выше 74 метров, теперь — 100 метров. Лидеры по количеству небоскрёбов — города-миллионники: Киев, Днепр (город-миллионник 1976-2013, 2018-2019), Харьков, Одесса и Донецк (город-миллионник 1979-2004).
Первый небоскрёб Украины был построен в Киеве в 1912 году — 12-этажный небоскрёб Гинзбурга. Следующими лидерами стали: харьковские 13-этажный Госпром (1928) и 14-этажный Дом проектов (1932) высотой соответственно 63 и 68,5 метров.
Одним из самых высоких зданий советской эпохи стало здание Вычислительного центра Аэрофлота в Киеве высотой 120 метров, построенное в 1986 году (сейчас Здание Министерства инфраструктуры Украины).

## История

### Колокольни
История небоскрёбов Украины началась в конце XIX века, но высотное строительство на Украине освоили ещё в XIV веке. Первыми сооружениями-небоскрёбами Украины были не дома, а колокольни.
Первая высотная колокольня на территории современной Украины появилась во Львове — это была колокольня Латинского кафедрального собора. На её строительство (включая самого собором) было потрачено 133 года (1360—1493), из которых только первые восемь лет строили фундамент. Колокольня, которая почти в пять раз была выше всех других львовских домов (её высота достигала 80—90 метров), долгое время была самым высоким сооружением на территории современной Украины. Сегодня колокольня выглядит совершенно иначе и гораздо меньше высотой, поскольку на протяжении 500 лет существования несколько раз была разрушена и перестроена.
Ещё одной львовской «колокольней-небоскрёбом» была 65-метровая башня Корнякта, часть архитектурного ансамбля Успенской церкви, построена всего за 6 лет (1572—1578). После реконструкции колокольни Латинского кафедрального собора в XVIII веке она стала самым высоким сооружением Украины, и даже сегодня она остается одной из самых высоких в городе.
В Киеве первой «высоткой» стала известная Большая Лаврская колокольня — 97-метровое сооружение построенное в 1745 году, строительство которой продолжалось 13 лет. Ещё одну киевскую высотную колокольню (76 м) построили в 1853 году для Софийского собора. Также высотную колокольню в честь победы над наполеоновской армией построили в 1833 году и в Харькове, это была Успенская колокольня высотой 90 метров.
В 1899 году в Киеве развернулся грандиозный проект — построить в Троицком монастыре на Зверинце самую высокую в Российской империи колокольню. Предполагаемая высота сооружения составляла 110 метров, но в силу множества различных причин (в основном из-за протестов Киево-Печерских монахов и начала Первой мировой войны) эта колокольня так и не была достроена. Построили только первый ярус, который позже разобрали на стройматериалы.

### Первые небоскрёбы (1901—1940)
Первый высотный дом на территории Украины был построен в 1900—1901 годах в Киеве, это был «Киевский Париж» — 8-этажный «небоскрёб» (6 основных, мансардный и подземный), который со шпилем имел 46 метров в высоту. В этом здании впервые на Украине установили лифт. Здание использовалось как доходный дом, владельцем и застройщиком которой был строитель-подрядчик Лев Борисович Гинзбург.
Уже в 1912 году, вблизи Киевского Парижа, Гинзбург построил настоящий небоскрёб — небоскрёб Гинзбурга. Архитекторами были одесситы Адольф Минкус и Фёдор Троупянский. 12-этажный дом выделялся на фоне города, имея высоту со шпилем 67,5 метров. До настоящего времени дом не уцелел — он был взорван 24 сентября 1941 года войсками Красной армии, и полностью разобран в начале 1950-х годов, при строительстве гостиницы «Украина».
В 1921 году построили «первый львовский небоскрёб» — Дом Шпрехера, это был 7-этажный доходный дом. Его владельцем был богатый львовский бизнесмен Иона Шпрехер. Это первый дом в Львове, который был оборудован двумя скоростными электрическими лифтами.
Ещё одним многоэтажным домом и первой высоткой «сталинского ампира», построенным в Киеве до Второй мировой войны, было здание 10-этажное Кабинета министров Украины высотой 58 метров. Строительство сооружения велось с 1936 по 1938 год, главным архитектором был Иван Фомин. Это здание до сих пор остается одним из самых высоких административных зданий в городе.

### Харьков — великан конструктивизма (1928—1941)
Большим шагом в высотном строительстве стало сооружение трёх «харьковских высоток» на площади Дзержинского в тогдашней столице УССР — Харькове. Все началось в 1926 году, когда начали закладывать Госпром — «первый харьковской небоскрёб». Сооружение этого гигантского комплекса велось с помощью примитивных средств: лопат, носилок, тачек. Уже в 1928 году Госпром был готов, он поражал своим масштабом — 13 этажей, 68 метров высотой и 12 лифтов. Десятки писателей описывали это здание в своих произведениях.
В 1932 году закончилось строительство Дома Проектов (сегодня — главный корпус ХНУ имени В. Н. Каразина). Проект небоскрёба выиграл архитектурный конкурс под названием «Догнать и обогнать». Сооруженное здание было выше Госпрома (68,5 метров высотой и 14 этажей). После повреждений во времена Второй мировой войны здание было реконструировано и лишилась своего первоначального конструктивистского вида. К 1952 году здание оставалась самым высоким небоскрёбом в СССР, пока в Москве не был построен жилой дом на Котельнической набережной.
Третью «высотку» — Дом Кооперации, закончили строить лишь в 1954 году, из-за частичного разрушения во времена Второй мировой войны. Сооружение имеет 12 этажей и почти 60-метровую высоту. При первоначальном проекте планировалось, что в здании разместится Дом Правительства Украины, но в итоге оно было отдано Управлению сельского хозяйства. В 1934 году полупостроенный небоскрёб отдали Военно-хозяйственной академии. В начале 2000-х здание было передано под северный корпус ХНУ имени В. Н. Каразина.
Ещё одну конструктивистскую высотку отель «Харьков» (8 этажей; ~ 45 м высотой), которая не входит в число «трёх харьковских», была построена в 1932—1936 годы архитектором Григорием Яновицким.

### Высотки послевоенного восстановления (1943—1953)
24 сентября 1941 года, через несколько дней после занятия Киева немецкими войсками, на Крещатике началась серия взрывов. Согласно справке бывшего начальника инженерной службы штаба обороны Киева майора М. Чукарева «Инженерное обеспечение обороны Киева в 1941 г.», здания в городе минировали отступавшие части Красной армии. В 1943 году, после того, как город вновь заняла Красная армия, началось масштабное восстановление Киева.
Первыми высотками послевоенных времен стали 9-этажное «башня со шпилем» на ул. Крещатик д. 13/2 (1950—1951), 11-этажки на Крещатике д. 23 и д. 27, которые были построены в 1952—1953 годах, и 11-этажный дом на улице Кловский спуск, д. 17, который был построен в 1953 году. Все эти здания имели высоту около 35-40 метров.

### «Сталинские высотки» на Украине (1954—1961)
Во время послевоенного восстановления городов СССР в больших советских городах начали появляться сталинские высотки — многоэтажки в стиле «сталинского ампира». Более всего высотного строительства претерпела Москва, но и в городах Украины появились три высотки: «Дом со звездой», Отель «Москва» и Дом со шпилем.
Первую высотку сталинского ампира на территории УССР построили в 1950—1954 годах в городе Харькове, это был Дом со шпилем. Высотка имеет 11 этажей и высокую башню с шпилем. К 1967 году к дому достроили ещё два жилых здания. Сегодня это сооружение входит в «Семерку архитектурных чудес Харькова».
Первой сталинской высоткой на Крещатике в Киеве стал жилой дом по улице Крещатик, 25, строившийся 1953—1954 годы. Комплекс имел 15 этажей, башню и шпиль высотой примерно 73 метра с башней, и 85 — со шпилем.
Самым высоким сооружением Украины могла стать киевская гостиница «Москва» (с 2001 года — гостиница «Украина»), которая по первоначальному проекту была 21-этажной, и достигать в высоту в 120—150 метров, но по приказу Совета СССР излишки архитектуры были запрещены, поэтому проект гостиницы «Москва» обрезали. Строительство гостиницы было начато в 1954 году и продолжалось до 1961 года. В обрезанном варианте гостиница имела 16 этажей и 66 метров в высоту. Здание и сегодня украшает главную площадь столицы — Майдан Незалежности.

### Гостиницы-небоскрёбы (1970—1989)
Новым шагом Украины в высотном строительстве стало сооружение современных многоэтажных отелей. Первым таким небоскрёбом стал построенный в 1970 году трёхзвездочный отель «Лыбедь» в Киеве. Отель имеет 19 этажей и 62 метра в высоту. Здание стало символом современности столицы УССР, фото небоскрёба печатали в киевских туристических справочниках и открытках.
Всего в Киеве за 1972—1989 годы построили ещё несколько высотных гостиниц: гостиница «Славутич» (17 этажей; 58 м), гостиница «Киев» (22 этажа, 80 м), гостиница «Русь» (22 этажа, 70 м), гостиница «Спорт» (23 этажа; 85 м).
В дальнейшем во многих областных центрах и крупных городах УССР сооружали похожие здания:
- 1976 года — 17-этажная 62-метровая гостиница «Ялта» в Ялте[13].
- 1977 года — 16-этажная 58-метровая гостиница «Маяк» в Макеевке.
- 1979 года — 15-этажная 55-метровая гостиница «Закарпатье» в Ужгороде.
- 1980 года — 21-этажная 70-метровая гостиница «Градецкий» в Чернигове.
- 1986 года — 19-этажная 81-метровая гостиница «Луганск» в Луганске.

Самой высокой гостиницей, построенной в советское время, стала 27-этажная «Турист» в Киеве, небоскрёб высотой 93 метра. Строилась гостиница с 1970 по 1987 годы, и на её строительство было потрачено 11 млн рублей. Даже на сегодняшний день «Турист» официально остаётся одним из самых высоких отелей Украины.

### Советские небоскрёбы (1969—1991)
В 1970—1980-е годы в Киеве начали массово появляться жилые массивы 23-24 этажной застройки. Первую жилую 16-этажку в УССР начали строить в 1965 году на углу улиц Жилянской и Большой Васильковской в Киеве (высота — 48 метров, количество квартир — 60). Через четыре года, в 1969 году, дом-рекордсмен принял первых жителей. В 1971 году на улице Богдана Хмельницкого, 39 появился первый 18-этажный жилой дом (54 метра, 148 квартир). В 1975 году завершили строительство киевского дома ДАТУ — 19-этажного небоскрёба, который в своё время был одним из самых высоких в УССР (уступал в высоте только гостинице «Киев»). В 1989 году в Киеве открылось 27-этажное здание Библиотеки имени Вернадского, одной из 10 крупнейших библиотек в мире. Высота «библиотеки-небоскрёба» достигает 79 метров.
Первый харьковский жилой небоскрёб построили в 1979 году — это был жилой комплекс на улице Познанской, 2 (24 этаж; 69,5 метров).
Кроме Киева и Харькова, городом небоскрёбов стал Днепропетровск. Павел Ниринберг и группа архитекторов института «Днепрогражданпроект» разработала проект 31-этажного жилого комплекса. 12 июня 1975 года начали строительство первых днепропетровских небоскрёбов — жилых домов на проспекте Победы, в народе — «свечей» (31 этаж; 101 метр). Уже в 1979 году одна «свеча» была завершена и заселялась первыми жителями. Этот небоскрёб был не только самым многоэтажным из всех, но и стал самым высоким небоскрёбом Украины. В 1983 году был построен ещё один такой дом, но на два этажа ниже, а запроектированная третья «свеча» так и не была реализована, заложили только фундамент.
Также в украинской столице и других крупных городах строились и офисные многоэтажки. С 1974 года в Киеве началось строительство 120-метрового небоскрёба — Вычислительного центра «Аэрофлота» (сегодня Министерство транспорта Украины). В 1986 году строительство завершилось и здание начало использоваться. С 1968 по 1981 года продолжалось строительство Дома торговли в Киеве (97,5 метров, 25 этажей). Некоторое время небоскрёб держал первое место как самое высокое здание Киева. Сейчас в здании размещена Государственная налоговая служба Украины. Также в 1981 году в Киеве построили 20-этажный офисный центр — сегодня — Дом Министерства труда и социальных отношений (70 метров).
В 1989 году и в Севастополе появился свой небоскрёб — Дом бюро «Муссон» (14 этажей; ~70 м), здание имело форму известного в то время флакона мужского одеколона, из-за чего и получила такое название. Дом до сих пор остается самым высоким в городе.
Последним украинским небоскрёбом, построенным в УССР, можно считать 23-этажку на площади Дружбы народов в Киеве (в народе зовут «Ромашка»). Она была построена в 1990 году, высота — 92 метра. Архитекторами здания были Л. Коломиец, В. Кацин и В. Морозов.
Всего в 1970-е годы в УССР было построено более 730 домов в 16 этажей и выше, а за 1980-е годы — 2200 домов в 16 этажей и 450 зданий более 16 этажей.

### Современные небоскрёбы Украины (с 1991)
Первым небоскрёбом, появившийся во времена уже независимой Украины, стал 97-метровый Дом Национальной телекомпании Украины в Киеве, строившийся с 1983 по 1992 год. Сегодня в нём работают три телеканала: «1+1», «UA: Первый» и «ТРК Украина».
Также в 1990-е годы в стране массово строили дома в 14-24 этажей, самые высокие из них — киевские 24-этажки на улице Героев Сталинграда 16-Б и В высотой почти 90 метров (построены в 1994 году).

#### Киев
Киев — столица украинских небоскрёбов, только за последние 10 лет было построено более двухсот домов в 20-49 этажей. В городе хорошо развито как жилое, так и офисное строительство высоток. Офисные многоэтажки начали появляться в Киеве с начала XXI века. С большим отрывом Киев опережает другие украинские города по количеству домов, которые имеют 20 или более этажей, их количество превышает 400, и эта цифра растёт.
Жилые небоскрёбы строят в специальных «спальных районах» (хотя сейчас высотки начали возводить и в исторических местностях города), больше всего их сосредоточено в районе Позняки. Там находятся такие известные здания как: ЖК «Корона № 2» и ЖК «Корона», которые имеют по 38 этажей и 128 метров в высоту.
Кроме офисных и жилых небоскрёбов, в городе также строят и высокие административные здания. Например, в 2006 году закончилось строительство самого известного долгостроя — Киевского апелляционного суда (127 метров в высоту), строительство которого продолжалось 28 лет. Недостроенный небоскрёб за это время принимали на баланс 9 различных организаций.
Также в городе строят и современные гостиницы-небоскрёбы: в 2014 году был открыт МФК «H-Tower», который стал теперь самым высоким отелем во всей Украине.

#### Днепр
Современная история небоскрёбов в Днепропетровске началась в 1999 году, когда были заложены 30-этажные «Башни» высотой 123 метра. Архитекторы Александр Дольник, Сергей Песчаный и Валентин Богманов сделали небоскрёбы настолько привлекательными, что дважды получили архитектурные премии. Строительство «западной башни» завершилось в 2003 году, «восточной» — в 2005 году. «Башни» остаются самыми высокими зданиями в Днепре и визитной карточкой города.
Кроме башен, в Днепре построили такие современные небоскрёбы, как:
- ЖК «Летуаль» — 21-этажный небоскрёб высотой 79,6 метра, который не имеет аналогов своей архитектуры на Украине[29].
- МФК «Мост-Сити Центр» — элитный многофункциональный комплекс небоскрёбов, в котором находится: 25-этажный жилой комплекс, 20-этажный бизнес-центр и 3-уровневый торгово-развлекательный комплекс. Сооружение является символом современности и яркости города (высота небоскрёба — 97,5 метра)[30].
- ЖК «Славия» — комплекс жилых домов, состоящий из 16- и 22-этажных зданий, высота самого высокого дома — 89 метров.
- ЖК «Панорама» — комплекс жилых домов, состоящий из двух башен по 19 и трех башен по 24 этажа.

В 2014 году должно начаться масштабное строительство многофункционального комплекса МФК «Брама». В комплекс входят: непосредственно небоскрёб «Брама», 18-этажный торгово-деловой центр «Перекресток», торговый центр «Платформа», пятиэтажный «Зигзаг» и трехэтажный «Клин», отданный под огромный комплекс предприятий питания. Главную часть комплекса, 54-этажный небоскрёб «Брама», планируют начать строить после возведения ТДЦ «Перекресток», строительство которого уже ведётся.

#### Донецк
Первым донецким небоскрёбом, который пересек отметку в 100 метров, стал построенный в 2008 году 103-метровый жилой дом на проспекте Ильича, 19з. Здание остается одним из самых высоких в городе и украшает известный проспект. В 2008 году также была сдана известная «Королевская башня» — 29-этажный 112-метровый небоскрёб, который является самым высоким зданием города.
С середины 2000-х годов в городе построено более 20 зданий, имеющих 20 и более этажей. Новейшие из них: офисный центр «Конгресс-холл» и торгово-офисный центр «Green Plaza», 23-этажный гостиничный комплекс «Виктория», 26-этажный жилой комплекс «Панорамный» и 110-метровый бизнес-центр «Северный».

#### Харьков
С начала 2000-х годов небоскрёбы выше 20 этажей начали строить и в Харькове, в основном это были дома жилого типа. Первым современным небоскрёбом Харькова стал «Олимп» — 26-этажный жилой дом, который был построен в 2005 году. Он насчитывает 94 квартиры и имеет 80 метров в высоту.
В дальнейшем в городе появлялось всё больше небоскрёбов, только за 2004—2009 годы построили: 25-этажный «Мир», 22-этажный «Триумф», 25-этажный «Пионер», 25-этажный «Парус» и 27-этажный «Светлый дом», который с высотой 97 метров является самым высоким зданием города после здания Госпрома и комплекса трех зданий Монте-Плаза. В 2009 году открылся комплекс сразу из двух зданий: 25-этажные башни «Ультра», которые являются одними из самых престижных жилых комплексов Украины. В конце 2010 года был построен комплекс из трёх 27-этажных башен — ЖК «Монте-Плаза», который возвышается на 95 метров. Комплекс является самым масштабным и одним из самых высоких в Харькове.

#### Одесса
История одесских небоскрёбов началась в 2000-х годах, когда в городе начали массово строить многоэтажки жилого и офисного типа. Первым небоскрёбом, который пересек высотную отметку в 100 метров, стал 25-этажный ЖК «Кукуруза» (101 метр). Сейчас самым высоким зданием города является 25-этажный 106-метровый ЖК «Арк Палас № 1», который был построен в 2008 году.
На данный момент в Одессе несколько десятков зданий имеют более 20 этажей. Не менее 20 домов находятся в процессе строительства и в планах.

#### Другие города
Дома выше 20 этажей сейчас строят также в Броварах, Черноморске, Мариуполе, Вышгороде, Кропивницком, Черкассах и Трускавце. В этих городах существуют такие известные небоскрёбы, как: 25-этажный ЖК на ул. Карла Маркса, 21-этажный ЖК «Купава» и 20-этажный ЖК на ул. Героев Сталинграда. Также известен вышгородский «Ольжин Град» — 26-этажный небоскрёб.
Планируется, что в будущем здания выше 20 этажей будут строиться и во Львове. В настоящее время разрабатываются проекты и концепции высотного развития города.
Много 14-19-этажных высоток построили и продолжают активно возводить во многих других областных центрах и крупных городах Украины.

### Небоскрёбы будущего
В 2006—2015 годах в Киеве велось строительство 214-метрового МФК «Sky towers», который должен был стать первым зданием на Украине, которое пересечёт отметку в 200 метров. Строительство этажей было приостановлено в 2014 году, остеклительные работы продолжались до 2015 года.
В планах имелись проекты: 53-этажные башни «Victory Towers» (ныне на их месте строится 36-этажный ЖК «Manhattan City»), 45-этажный комплекс в Протасовом яре, 60-этажный центр «Кадетский Гай» в Киеве, 54-этажный МФК «Брама» в Днепре. Также остается в нереализованном виде проект масштабного бизнес-центра «Киев-Сити» на Рыбальском острове, где планировали возвести небоскрёбы высотой 200—300 метров, ныне там строится 10-этажный ЖК «Рыбальский», а проект «Киев-Сити» перенесён на массив Позняки-11 и заморожен на подготовительном этапе.